# Fulguryt

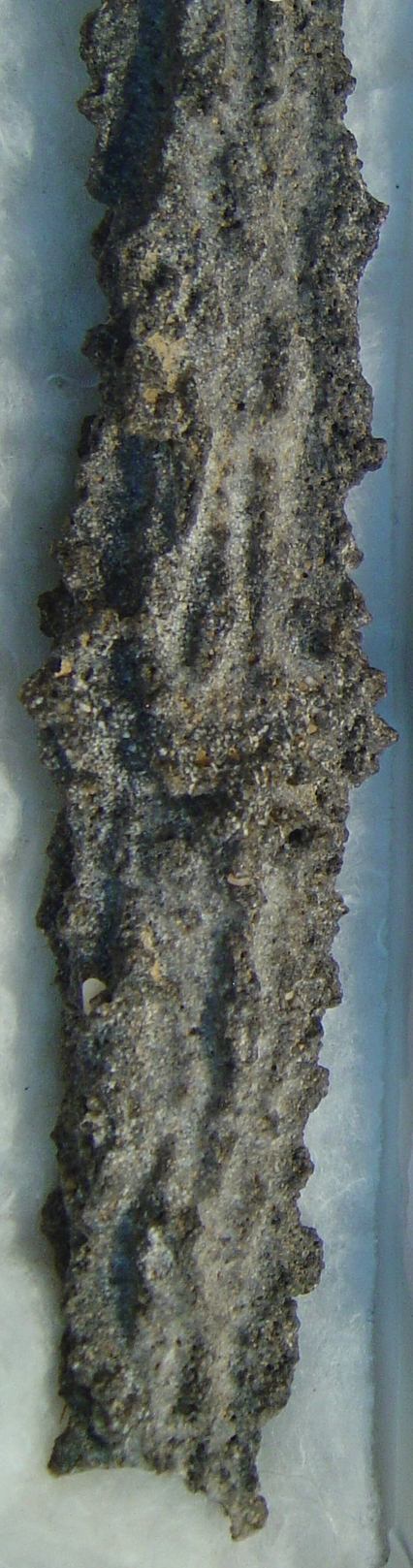
Fulguryt

Fulguryt (z łac. fulguritus – „ugodzony piorunem”), piorunowiec, strzałka piorunowa – nieregularny twór rurkowaty lub wypełniony szkliwem krzemionkowym powstały wskutek stopienia piasku kwarcowego po uderzeniu pioruna. Osiąga do kilku centymetrów średnicy i nawet do ok. 1 metra długości. Jego struktura wewnętrzna jest zazwyczaj regularna lub wypełniona bąbelkami. Powierzchnia jest chropowata pokryta drobinkami piasku. Wyglądem przypomina korzeń z odgałęzieniami lub małymi wgłębieniami.
Powszechnie, zwłaszcza za sprawą wierzeń ludowych, strzałkami piorunowymi, uważanymi właśnie za wynik uderzenia pioruna w ziemię, jak to jest w przypadku fulgurytów, nazywa się skamieniałości belemnitów często znajdowane w piaskach i żwirach.
Przez dawnych Słowian uważany był za broń Peruna, stąd ludowa nazwa – Perunowe strzałki.
Od podobnych tektytów, również będących naturalnym szkliwem, fulguryty oprócz charakterystycznego kształtu, odróżniają się przede wszystkim większą zawartością wody – tektyty są znacznie bardziej suche.